# Unktoka
Unktoka /=our enemies,/ jedno od indijanskih plemena koje je poznato samo po predaji Iowa Indijanaca. Prema ovom plemenu živjeli u sjevernom Wisconsinu, južno od rijeke St. Croix, a uništili su ih na početku 19. stoljeća.

## Vanjske poveznice
- Hodge